# Andean Tiger Hound
L'Andean Tiger Hound o segugio della tigre delle Ande è un cane da caccia di origine boliviana; da alcuni autori la sua esistenza è ipotizzata su basi indiziarie.

## Storia
L'origine del segugio andino non è nota, è verosimile però che questa trae origine da cani spagnoli di razza Pachón Navarro importati dai conquistatori spagnoli durante la loro espansione in Sud America nel XVI secolo.
È usato per la caccia ai giaguari, poiché il nome dei giaguari in Bolivia è Tigers, da qui il nome Andean Tiger Hound.
Nel 1913, l'esploratore Percy Fawcett, ha segnalato per la prima volta un cane a doppia narice intorno al fiume Marmoré vicino a Trinidad, questo cane successivamente scomparso è stato rivisto nel 2005 nella stessa regione boliviana dal colonnello John Blashford-Snell.

## Caratteristiche
La razza si trova in remoti villaggi boliviani.
È un cane di taglia medio-grande con un corpo forte e gambe di media lunghezza. Il muso è lungo e affusolato. Il pelo è corto, bianco, con chiazze di fegato, di colore nero, marrone oppure può essere tricolore.
La caratteristica comune al pointer turco e al Pachòn Navarro è quella di avere un rinario diviso in due senza la contemporanea presenza di palatoschisi o labbro leporino.